# Oxford United F.C.
Oxford United Football Club er en professionel fodboldklub, der er baseret i byen Oxford, Oxfordshire, England. Holdet spiller i Championship, den anden bedste række i engelsk fodbold. Formanden er Sumrith Thanakarnjanasuth, manager er Karl Robinson, og holdets anfører er John Mousinho.
Klubben blev grundlagt i 1893 som Headington United, men Oxford United tog sit nuværende navn i 1960. Det blev medlem af Football League i 1962 efter at have vundet Southern Football League, og nåede Second Division i 1968. Efter nedrykningen i 1976, mellem 1984 og 1986, rykkede klubben op i First Division, og vandt Liga Cup i 1986. Men Oxford var ude af stand til at deltage i UEFA Cuppen i 1987 på grund af UEFA's forbud mod engelske klubber i europæiske turneringer. Nedrykningen fra den øverste række i 1988 påbegyndte en 18 år lang nedgangsperiode, hvor klubben rykkede ned til Conference i 2006, hvorved de blev de første vindere af et større trofæ der efterfølgende rykkede ud af Football League. Efter fire sæsoner, rykkede Oxford tilbage til League Two i 2010 gennem playoff, og seks sæsoner senere opnåede de oprykning til League One, efter at være endt som 2'er i League Two i 2016.
Ron Atkinson har klubrekorden for fleste kampe med 560, John Shuker har rekorden for flest optrædener i Football League med 478 og Rons bror Graham Atkinson har rekorden for flest scorede mål, med 107. I alt nitten spillere har spillet landskampe, mens de spillede for klubben. Klubbens hjemmebane er Kassam Stadium i Oxford og har en kapacitet på 12.573. United flyttede til dette stadion i 2001 efter at have forladt Manor Ground, deres hjem i 76 år. Swindon Town er klubbens vigtigste rival.